# ショムパンカ村
ショムパンカ村（ゾンカ語：ཤོམ་སྤང་ཁ་）は、ブータンのサルパン県にあるゲオクの一つ。ゲオクの38%が森林で覆われている。